# Kristan Vrh
Kristan Vrh je naselje v Občini Šmarje pri Jelšah, na gričevnih pobočjih med Rogaško Slatino in Podčetrtkom, Terme Olimija.
V naselju je bila že nekdaj dejavna kulturna dejavnost in sicer znana igralska skupina pod vodstvom Jelke Fink. Danes v kraju deluje KUD Vekoslav Strmšek. Pevski zbor, ki je bil ustanovljen leta 1980. Zaradi koronavirusa ne prepeva od 11.10.20 dalje za naprej pa še ni jasno. Na področju druženja kmečkih žena pa je delovalo društvo kmetic Ajda, ter pevke Kulturnega društva Kristan vrh, ki so prepevajo ljudske pesmi tega okolja.
IZ KRONIKE ŽU USTANOVITEV ŽUPNIJE (že objavljeni podatki v brošuri ob priliki nabave novih orge leta 1997) Župnija sv. Peter na Medvedovem selu, (kot se je imenoval Kristan Vrh v starih časih) je  bila prvotno ustanovljena kot vikariat, ki pa so ga upravljali duhovniki od Sv. Križa pri Rog. slatini ob nedeljah in praznikih ter obiskovali bolnike. Ker je bilo precej oddaljeno so ustanovili samostojno župnijo. Župnik Pavel Drolc pri sv. Križu je v soglasju z graščino v Podčetrtku in z dovoljenje goriškega nadškofa in cesarice Marije Terezije ustanovil leta 1768 najprej vikariat. Kjer je bila že v 15. stoletju cerkvica sv. Petra posvečena pod cesarjem avstrij. Jožefom II. je ta vikariat postal samostojna župnija leta 1772.
Župniki ki so bili rojeni v župniji sv. Peter na Kristan Vrhu
- Inkret Anton roj. 31. maja 1846, Laše; župnik v Kungoti, umrl 18.2.1920
- Kleina Florjan roj. 12.4.1819; župnik pri Sv. Frančišču Ksav. v Savinjski dolini, umrl 14.12.1896
-Krumpak Janez, roj. 18.6.1804 -Laše, župnik v Galiciji pri Celju, umrl 29.12.1862
-Smole Jakob, roj. 22.7.1845, župnik pri sv. Miklavžu nad Laškim, umrl 27.8.1902
-Strašek Jakob, roj. 24.7.1796, leta 1824 je imel novo mašo. Bil kaplan v Pišecah in Vojniku umrl 22.7.1830.
-Šket Jožef,  roj. 9.5.1830, župnik v Krški škofiji, živel je na Dunaju. Dne 15.8.1906 je imel zlato mašo v Mariboru.
-Stiplovšek Valentin, roj. 6.2.1838 župnik v Ločah, umrl 15.6.1894.
-Verk Henrik roj. 2.6.1846, dekan v Vuzenici, umrl 6.4.1919.
-Škorc Henrik roj. 1.7.1884, kaplan v Dramljah, umrl 26.10.1923
-Lah Franc-Gomilšek roj. 14.12.1872, novo mašo je imel 25.6.1896. Ustanovil fantovsko telovadno društvo, učili so se tudi igre naj bi jih bilo naučenih 100.
Župnik 17. po vrsti  pri sv. Petru je bil Anton Pučnik iz Sl. Konjic, roj. 9.6.1876.
L 1808 bila napravljena nova prižnica --
L 1815 nabavljene nove orgle, orglarski mojster neznan -- // Danes teh orgel ni več so na koru nove 10 reg. mehanske orgle)--
L 1837 se nabavi ura v stolpu --
L 1882 novi glavni oltar sv. Petra  --
L 1894 se je postavila kapela v vasi.--
L 1895 in  1896 se je preslikala vsa cerkev --
ZVONOVI
Med prvo svetovno vojno sta se odvzela oba večja zvonova. Leta 1923 so se zopet naročili in blagoslovili novi zvonovi.
Leta  1946 so se popravljale orgle vse piščalke (gluhe) se uglasile, popravil se je tudi meh. Delo sta izvršila brata Rebolj iz Maribora.
ŽUPNIK VIDENŠEK:
L 1968 se je pričelo z nabavo novih zvonov. 8/9 so bili zvonovi blagoslovljeni ob 16. uri popoldan se je začel obred blagoslovitve. Zvonove je izdelala livarna iz Žalca.
1. aprila 1971 je bil razrešen službe pri sv. Petru župnik FERDO VIDENŠEK, istega dne je bil nastavljen za župnijskega upravitelja žpk IVAN SUŠEC. --
Dne 25/12-1971 je bil prenovljen glavni oltar sv. Petra. kot tudi elektrika v cerkvi.
Leta 1972 na PETROVO je popoldan ob 5h pomožni škof dr. Vekoslav Grmič blagoslovil glavni prenovljeni oltar.
Leto 1974  
20 junija ob 15.30 in ob 23.30 je kraj prizadel potres, ki je poškodoval med ostalimi tudi cerkev. Takrat se je prebelila cerkev.
Od leta 1978 do leta 2014 ko je umrl je bil župnik pri sv. Petru na Kristan Vrhu, Jože Zamuda, roj. 11.3.1945.
Trenutno je župnija v soupravi župnije Šmarje pri Jelšah.